# 지금 이 사람
임수민의 지금 이 사람은 KBS 1라디오(전국, 수도권 기준 FM 97.3㎒, AM 711㎑)에서 방송되는 라디오 인터뷰 프로그램이다.
진행자는 임수민 아나운서이며, 생방송은 평일 오후 3시 30분부터 오후 3시 58분까지, 재방송은 평일 밤 9시 30분부터 밤 9시 58분까지이다. 단, 이 프로그램은 모두 전국방송이다.

## 역사
2018년 5월 28일에 첫방송을 시작했으며, 원래는 오후 2시 30분에 방송됐으나, 2020년 2월 3일부터 오후 3시 30분으로 시간대를 이동했다.

## 역대 방송시간
| 방송 채널   | 방송 기간                         | 방송 시간                                                            |
| ----------- | --------------------------------- | -------------------------------------------------------------------- |
| KBS 1라디오 | 2018년 5월 28일 ~ 2019년 4월 19일 | 평일 오후 2:30 ~ 오후 2:58                                           |
| KBS 1라디오 | 2019년 4월 22일 ~ 2020년 1월 31일 | 평일 오후 2:30 ~ 오후 2:58 (생방송), 평일 밤 9:30 ~ 밤 9:58 (재방송) |
| KBS 1라디오 | 2020년 2월 3일 ~ 현재             | 평일 오후 3:30 ~ 오후 3:58 (생방송), 평일 밤 9:30 ~ 밤 9:58 (재방송) |

## 역대 진행자
- 2018년 5월 28일 ~ 2021년 9월 24일 : 정관용 (남)
- 2021년 9월 27일 ~ 2023년 12월 29일 : 강원국 (남)
- 2024년 1월 1일 ~ 현재 : 임수민 (여)[2]